# Tyrannochthonius norfolkensis
Tyrannochthonius norfolkensis es una especie de arácnido  del orden Pseudoscorpionida de la familia Chthoniidae.

## Distribución geográfica
Se encuentra en la Isla Norfolk (Australia).